# Lonnie Brooks
Lonnie Brooks, vlastním jménem Lee Baker, Jr. (18. prosince 1933 – 1. dubna 2017), byl americký bluesový zpěvák a kytarista. Původně vystupoval pod jménem Guitar Jr., avšak později si jej změnil na Lonnie Brooks. Na počátku své kariéry spolupracoval například s Jimmym Reedem. V roce 1969 vydal své první sólové album nazvané Broke An' Hungry a následovala řada dalších. Vystupoval také ve filmu Blues Brothers 2000, stejně jako v televizní reklamě na Heineken. V roce 2010 byl uveden do Blues Hall of Fame.